# Духовний регламент (1721)
Духовний регламент (офіційна назва — «Регламент або статут духовної колегії...») — законодавчий акт Російської імперії, новий церковний статут, який регулював функції, склад, розпорядок роботи, форми та методи керування РПЦ духовною колегією — Синодом, утвореним (і введеним в систему державних інституцій Російської імперії) у 1721 році замість ліквідованого церковного інституту одноосібного патріаршества. Складений псковським єпископом Ф. Прокоповичем на замовлення імператора Петра I. Його основні положення діяли аж до листопада 1917 року.
Він складався з трьох частин. У першій — доводили переваги колегіального церковного управління, його необхідність і законність; у другій визначали коло обов'язків синоду; в третій — обов'язки духовенства. Через те, що сам регламент не містив докладних положень про духовенство й чернецтво, синод розробив «Додаток до регламенту про правила притчу церковного і чину чернечого», який був схвалений царем і виданий у 1722 році. Він визначав умови і порядок вступу в сан священника, обов'язки священнослужителів щодо парафіян, порядок постриження в ченці та правила монастирського життя. Прийняття регламенту та додатку-уточнення означало встановлення державного контролю над церквою і підпорядування царю.